# Stylatula macphersoni
Stylatula macphersoni är en korallart som beskrevs av Lopez Gonzalez, Gili och Williams 200. Stylatula macphersoni ingår i släktet Stylatula och familjen Virgulariidae. Inga underarter finns listade i Catalogue of Life.